# Stanine
Een stanine (van het Engelse "standard nine") is een van negen intervallen waarin testscores geschaald kunnen worden om een verdeling te krijgen met verwachtingswaarde 5 en standaardafwijking 2. De relatieve frequenties voor de intervallen komen overeen met de kansen in een normale verdeling op negen aaneensluitende intervallen met elk een breedte gelijk aan een halve standaardafwijking, met de verwachtingswaarde in het midden van het middelste interval.
Zo is bijvoorbeeld de relatieve frequentie van stanine 7 gelijk aan:
{\displaystyle P({\tfrac {3}{4}}<Z<{\tfrac {5}{4}})=\Phi ({\tfrac {5}{4}})-\Phi ({\tfrac {3}{4}})=0{,}8944-0{,}7734=0{,}121\approx 12\%}.
In de onderstaande tabel staan de negen stanines met hun relatieve frequenties en de grenzen van de standaardscores.
| stanine | rel. frequentie | standaardscore | omschrijving       |
|         |                 |                |                    |
| 1       | 4%              | –2,25 –< –1,75 | zeer laag          |
| 2       | 7%              | –1,75 –< –1,25 | laag               |
| 3       | 12%             | –1,25 –< –0,75 | tamelijk laag      |
| 4       | 17%             | –0,75 –< –0,25 | (zwak-)middelmatig |
| 5       | 20%             | –0,25 –< 0,25  | middelmatig        |
| 6       | 17%             | 0,25 –< 0,75   | (goed-)middelmatig |
| 7       | 12%             | 0,75 –< 1,25   | tamelijk hoog      |
| 8       | 7%              | 1,25 –< 1,75   | hoog               |
| 9       | 4%              | 1,75 –< 2,25   | zeer hoog          |
Behaalt men bijvoorbeeld op een test een stanine 7, dan betekent dit dat men "tamelijk hoog" scoort en nog 11% (7+4) van de proefpersonen moet laten voorgaan. In het vijfde stanine ligt het midden van de normale verdeling. De vijfde stanine bevat dus de 'middelste' scores.
http://www.burotester.nl/java/html/nl/cdljavanormen.html